# Tala (Cipro)
Tala (in greco Τάλα?) è una comunità (in greco κοινότητα?, koinótita) e un grande villaggio nel distretto di Paphos a Cipro. 
Molti non ciprioti (soprattutto britannici) si sono trasferiti permanentemente o hanno una residenza estiva qui.
Nel 2011 Tala aveva 2 695 abitanti.

## Geografia fisica
Tala è situata 6 km a nord di Pafo, a 290 metri sul livello del mare.. Il villaggio riceve una piovosità media annua di circa 520 millimetri.

## Storia
La data di fondazione del villaggio è ignota, ma esso fu menzionato per la prima volta in un catalogo veneziano del 1523. Durante il dominio dei Lusignano era un feudo delle famiglie latine dei Flutroni e dei D'Avila, e prese il nome da una corruzione del nome della famiglia D'Avila .
Durante la lotta di liberazione del 1955-1959 contro gli inglesi, il combattente Miltiades Stylianou, leader del gruppo locale dell'EOKA, cadde presso Tala.
Entro i confini della comunità è situato il monastero di Agios Neophytos, fondato da San Neofito di Cipro, il quale vi soggiornò dal 1159 sino alla morte. La filantropa e benefattrice Xena Canter, benemerita della lotta di liberazione, nacque a Tala. Tala è il villaggio ancestrale del cantante Cat Stevens. Suo padre, Stavros Georgiou, nacque qui nel 1900. Tala è anche il luogo di nascita di Chrysostomos II di Cipro, l'attuale arcivescovo di Cipro.

## Monumenti e luoghi di interesse

### Architetture religiose

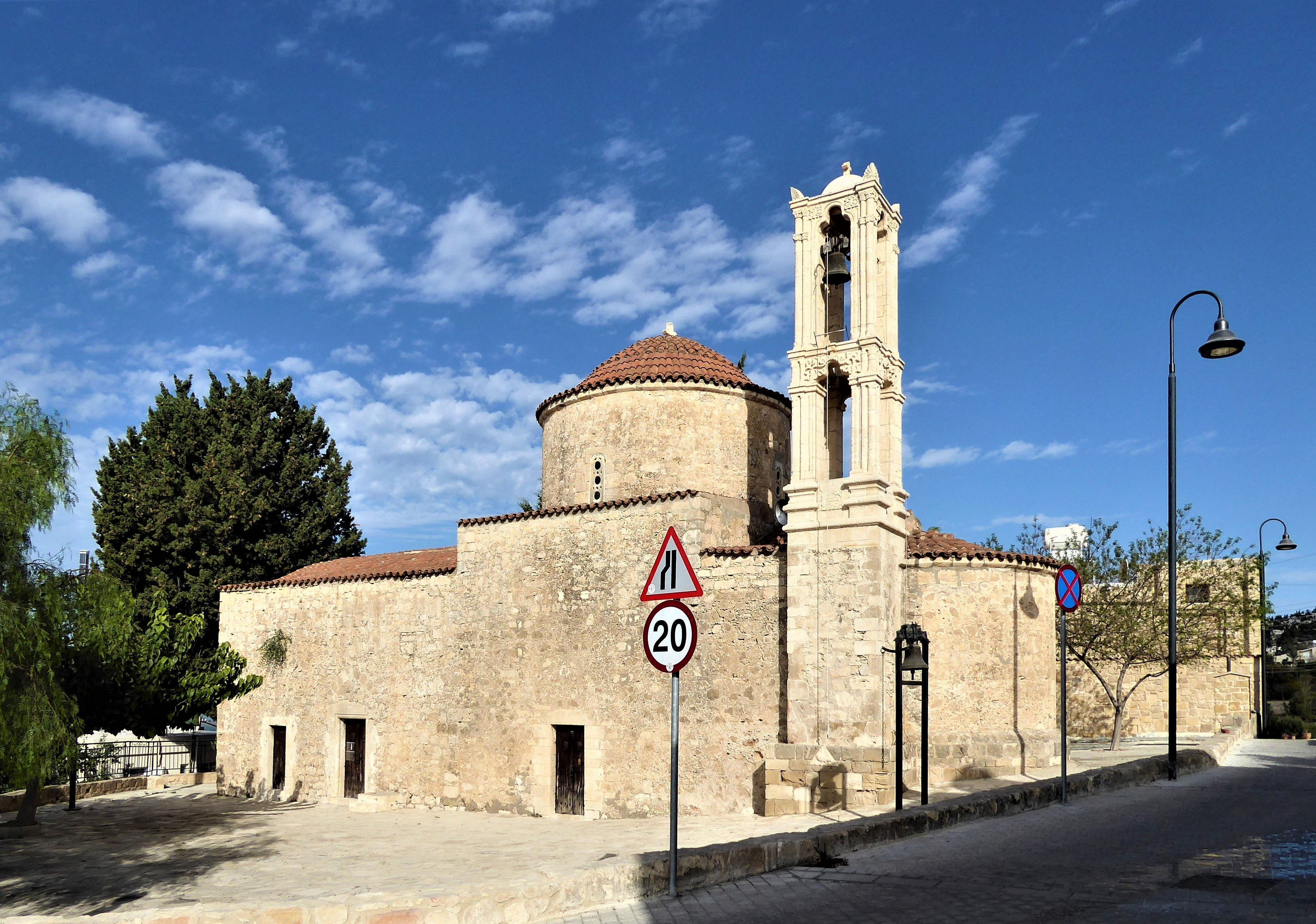
Chiesa di Santa Caterina

Nel suo libro 'Historic Cyprus' (seconda edizione del 1947), Rupert Gunnis (all'epoca ispettore delle antichità dell'isola) scrisse:
Il monastero di Agios Neophytos, fondato dal santo omonimo, è situato 1 km a nord del villaggio.

## Economia

### Agricoltura

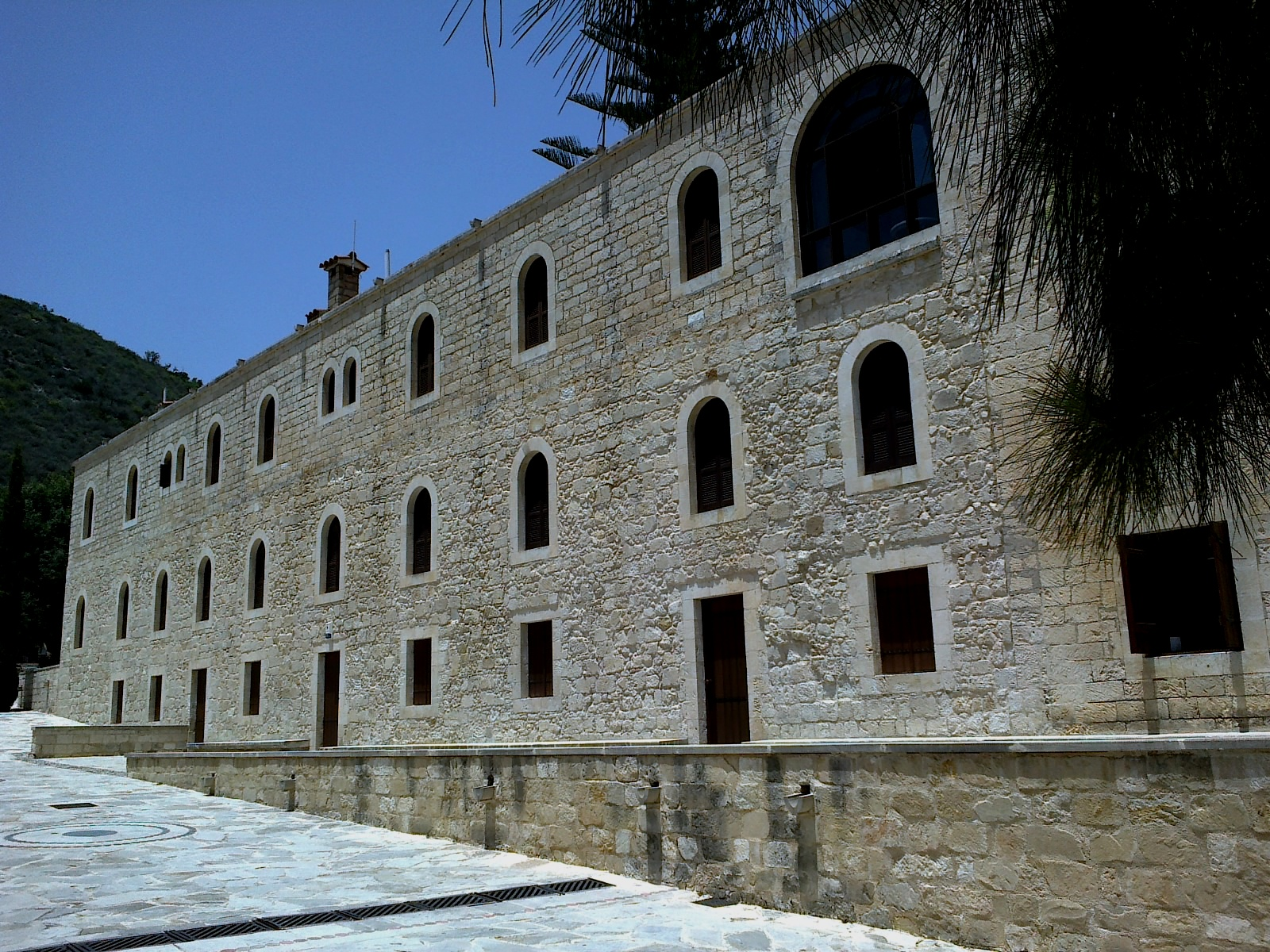
Il Monastero di San Neofito

Nella regione si coltivano viti (varietà di uva da vino e da tavola), agrumi (aranci, limoni), carrube, ulivi, mandorli e noci, cereali, piante da foraggio, verdure e qualche banano. Per quanto riguarda l'allevamento, esso è limitato.